# Fatih Karahan
Fatih Karahan (née en 1982 à Eskişehir) est gouverneur de la Banque centrale de Turquie depuis le 3 février 2024.

## Biographie
Il entre au Lycée d'Istanbul en 1993. Il étudie ensuite les mathématiques et le génie industriel à Boğaziçi Üniversitesi dont il est diplômé en 2006. Il fréquente ensuite l'Université d'État de Pennsylvanie où il fait un Master en économie, puis un doctorat en économie, obtenu en 2012.
Il commence sa carrière à la Federal Reserve Bank of New York comme économiste. Il y atteint la position de chef du département de développement marketing et conseiller pour la politique monétaire. En novembre 2022, il entre à Amazon comme économiste senior. Le 28 juin 2023, il devient Gouverneur adjoint de la Banque centrale de Turquie. 
Après la démission de la gouverneure Hafize Gaye Erkan, il devient le 2 février 2024 gouverneur de la Banque centrale de Turquie,.

## Feuille de route à la Banque centrale de Turquie
Depuis plusieurs années, les gouverneurs se succédent à une vitesse effrénée car ils veulent augmenter les taux d'intérêt pour freiner l'inflation galopante et entrent ainsi en conflit avec le président Recep Tayyip Erdoğan, partisan de politiques monétaires laxistes. A la mi-2023, la nouvelle gouverneure Hafize Gaye Erkan réussit à convaincre Erdoğan de la nécessité d'augmenter les taux directeurs à 45%, freinant ainsi l'inflation à un rythme annuel d'environ 65%. Toutefois, elle démissionne après moins de 8 mois d'exercice de la fonction. La mission de Fatih Karahan est de réduire davantage l'inflation, quitte à augmenter encore les taux directeurs. Le taux d'inflation de la Livre turque baisse effectivement au cours du 2e semestre 2024.